# Гапошкін Сергій Іларіонович
Сергій Іларіонович Гапошкін — американський астроном, спеціаліст з зоряної астрономії. Народився в Євпаторії, в Громадянську війну воював в білій армії, а після її поразки емігрував за кордон. Більшу частину наукової кар'єри провів в Гарвардській обсерваторії, зробивши важливі відкриття в галузі змінних зір. Був одружений з Сесилією Пейн-Гапошкіною, разом з якою провів ряд наукових досліджень.

## Біографія
Сергій Гапошкін народився 23 червня 1898 року в сім'ї муляра, селянина Поповкинської волості Курської губернії Іларіона Михайловича Гапошкіна. У 1917 році, ще до закінчення навчання, був призваний до Російської імператорської армії. Після Жовтневого перевороту вступив у білогвардійську Добровольчу армію, а після її поразки у Громадянській війні емігрував до Туреччини у 1920 році.
1923 року Гапошкін переїхав до Німеччини. 1927 року закінчив берлінський Російський науковий інститут, і 1932 року отримав там учений ступінь доктора філософії.
1933 року переїхав до США і почав працювати в Гарвардській обсерваторії. 1934 року одружився з Сесилією Пейн (1900—1979), у співавторстві з якою згодом виконав багато наукових праць.
Сергій Гапошкін вивчав змінні зорі і в 1938 році надрукував книгу «Змінні зорі», яка тривалий час була єдиною спеціалізованою монографією на цю тему. У 1941 році довів подвійність однієї із зір Вольфа — Райє — пізніше подвійність була виявлена у приблизно половини зір цього класу. Наприкінці 1940-х років разом із шістьма іншими американськими астрономами виконав велику роботу з аналізу фотографій червоних карликів, у результаті якої було виявлено спалахуючі зорі. У 1960-і роки Гапошкін разом із дружиною досліджував цефеїди в галактиці Андромеди та Магелланових Хмарах, виявивши зменшення періоду цефеїд зі збільшенням відстані від центру галактики та показавши, що цефеїди класу S у 1,5 рази яскравіші за звичайні цефеїди.
1978 року пішов з обсерваторії. 1979 року померла його дружина Сесілія Пейн-Гапошкіна. Після цього Сергій Гапошкін до своєї смерті жив у місті Лексінгтон, штат Массачусетс. У Сергія та Сесилії було троє дітей. Їхня дочка пішла стопами батьків і також стала астрономом.

## Публікації
- «Variable Stars» (1938)